# 基金经理

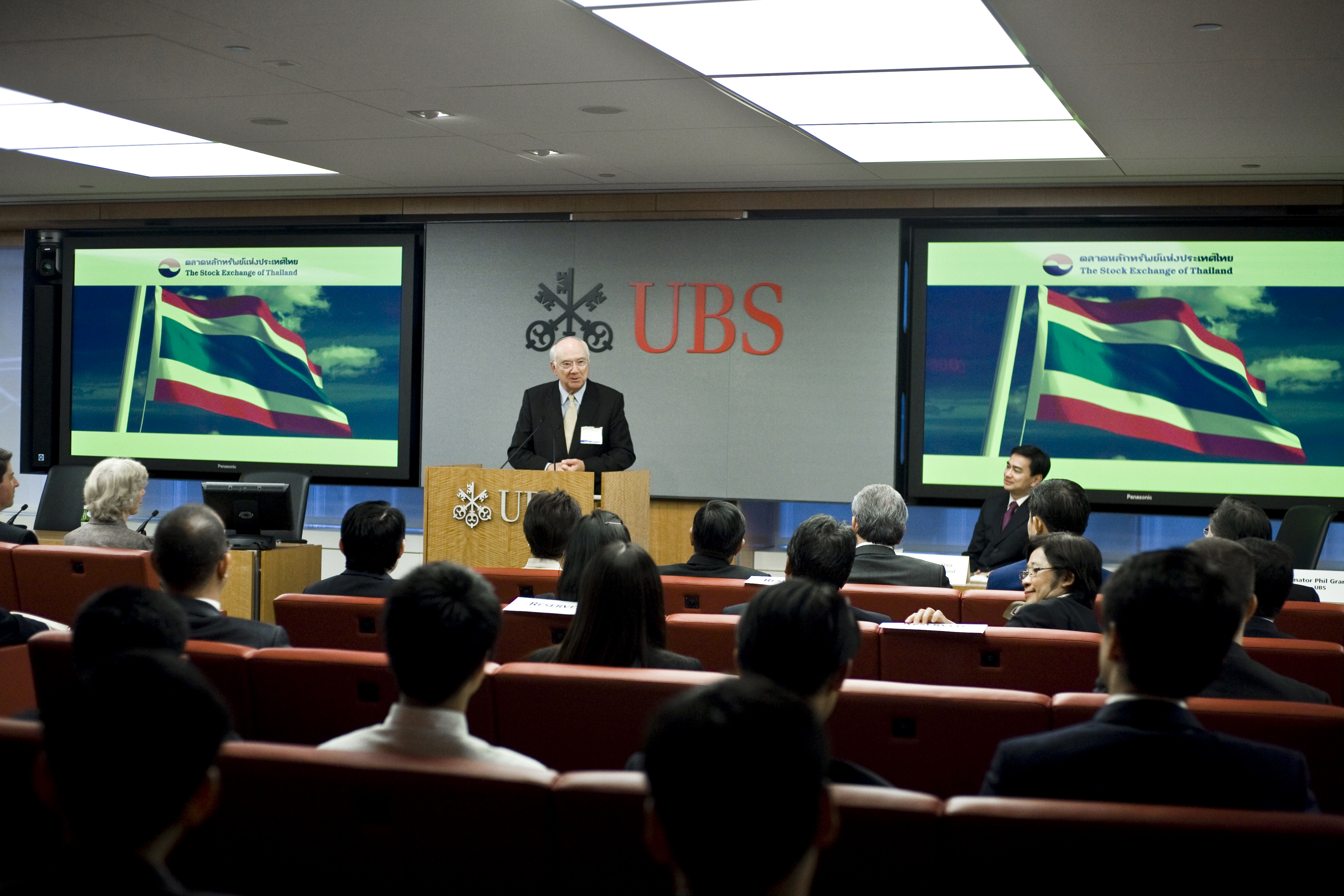
UBS一位基金經理

基金经理（英語： 或 ），是管理共同基金、对冲基金或捐赠基金的具有专业知识的金融人才，负责为基金资产寻找投资渠道，制订投资策略，并与基金股东或委托人共享投资收益。基金经理和基金管理人（Fund Advisor）一般是不同的，后者是管理基金的机构，前者则是一个或若干个自然人。
基金經理的收入是底薪、花红、獎金及佣金。

## 基金管理的常見問題
- 基金經理的收入直接與市場估值掛鉤，他所管理的資產的市場價格下跌，他的收入隨之暴跌。
- 因為很多基金顧客難以忍受基金有表現不濟的時候，所以表現中下的經理難以生存。
- 成功的基金經理常被挖角。
- 有好表現的分析師都不願意加入機構工作。

## 相關
- 推銷員
- 投資者
- 投資管理
- 機構性投資者